# Albizia multiflora
Albizia multiflora är en ärtväxtart som först beskrevs av Carl Sigismund Kunth, och fick sitt nu gällande namn av Rupert Charles Barneby och James Walter Grimes. Albizia multiflora ingår i släktet Albizia och familjen ärtväxter.

## Underarter
Arten delas in i följande underarter:
- A. m. multiflora
- A. m. sagasteguii